# Michel La Veaux
Michel La Veaux est un directeur de la photographie et un réalisateur québécois né le 21 janvier 1955 à Montréal (Québec).

## Biographie

### Débuts
Diplômé en cinéma du CEGEP d'Ahuntsic, il fait ses débuts comme assistant cameraman en 1974, travaillant notamment avec les directeurs de la photographie Bruno Carrière (Le Choix d'un peuple d'Hugues Mignault), Serge Giguère (Passiflora de Fernand Bélanger et Dagmar Guissaz-Teufel) et Jean-Claude Labrecque (Le Million tout-puissant de Michel Moreau). C'est au CEGEP qu'il fait la connaissance de Louis Dussault, avec qui il fonde les Films du Crépuscule en 1976. Cette société se consacre à la distribution de films indépendants québécois. C'est aux Films du Crépuscule que Michel La Veaux coréalise Pour le luxe des autres, documentaire dénonçant la condition des travailleurs de l'industrie hôtelière.

### Directeur de la photographie

#### Défense du cinéma indépendant
C'est avec Louis Dussault qu'il fait ses premiers pas comme directeur photo (Le Facteur), mais c'est un autre court métrage en noir et blanc, Robert N., réalisé en 1980 par Pierre Goupil, qui le fait remarquer. Sa collaboration avec Goupil se poursuit pour Celui qui voit les heures, long métrage indépendant adoptant le mode de l'autofiction qui attire l'attention de la critique,.
La Veaux, qui occupe de 1984 à 1986 la présidence du Syndicat des techniciens du cinéma et de la vidéo du Québec (STCVQ), apparaît comme un défenseur du cinéma artisanal et du cinéma indépendant. C'est dans cet esprit qu'il amorce ses collaborations avec Sylvie Groulx (Chronique d'un temps flou), Marcel Jean (Le Rendez-vous perpétuel ; Vacheries), les frères Jean et Serge Gagné (Le Royaume ou l'asile) et Benoît Pilon (Regards volés).

#### Le documentaire
S'il a tourné quelques documentaires en 16mm (Chronique d'un temps flou de Sylvie Groulx; État critique de Marcel Jean), Michel La Veaux se démarque, à partir du milieu de la décennie 1990, par les documentaires qu'il tourne sur support vidéo, à commencer par Rosaire et la Petite-Nation de Benoît Pilon. Il profite alors du changement technologique (l'ensemble de la production documentaire passe de la pellicule 16mm à la vidéo analogique, puis numérique) pour gagner une réputation enviable auprès des réalisateurs. S'amorce alors une période faste, marquée par des films comme L'Armée de l'ombre (Manon Barbeau), Le Ring intérieur (Dan Bigras), La Classe de Madame Lise (Sylvie Groulx), Le Fil cassé (Michel Langlois) et Barbiers, une histoire d'hommes (Claude Demers). Roger Toupin, épicier variété, autre documentaire dont le tournage s'étend sur une longue période et réalisé par son complice Benoît Pilon, remporte un succès public et critique considérable. La critique ne manque pas de souligner la beauté plastique des images qui confère un surplus de dignité aux personnages ainsi qu'à leur modeste environnement.

#### La fiction
En 1999 il signe les images du long métrage de fiction Les Casablancais, coproduction entre la France, le Maroc et le Canada réalisée par Abdelkader Lagtaâ. Il poursuit toutefois son travail en documentaire pendant plusieurs années avant de s'imposer durablement en fiction. Encore une fois, sa collaboration avec Benoît Pilon est au cœur de cette évolution, puisque c'est à l'occasion de Ce qu'il faut pour vivre, qui prend l'affiche en 2008, que son travail est remarqué. Suivent notamment Le déserteur de Simon Lavoie, Trois temps après la mort d'Anna de Catherine Martin et Pour l'amour de Dieu de Micheline Lanctôt, ces deux derniers titres lui valant d'être mis en nomination pour le prix Jutra de la meilleure direction de la photographie. S'amorce ensuite sa collaboration avec Sébastien Pilote, La Veaux signant les images de ses quatre premiers longs métrages: Le vendeur, Le démantèlement, La disparition des lucioles et Maria Chapdelaine.

### Réalisateur
Il fait ses véritables débuts comme réalisateur en 1999, alors qu'il accepte l'invitation de Marcel Jean, devenu producteur à l'ONF, de recueillir les souvenirs de Pierre Perrault (Pierre Perrault parle de l'Île-aux-Coudres). L'année suivante, toujours à l'ONF et encore à l'invitation du même producteur, il réalise un documentaire biographique pour la télévision, Sincèrement, Guy L'Écuyer.
Il lui faudra plusieurs années pour terminer la réalisation d'un premier film personnel. C'est le documentaire Hôtel La Louisiane, portrait du mythique établissement éponyme de Saint-Germain-des-Prés. Quelques pensionnaires prestigieux y défilent pour raconter l'histoire du lieu : Juliette Gréco, Albert Cossery, Olivier Py, Robert Lepage, Gérard Oberlé, …,. Dans ce premier film, il évoque son lien particulier avec la chambre 10 de l' L'hôtel La Louisiane.
Il consacre son film suivant à l'un de ses maîtres, le directeur photo et réalisateur Jean-Claude Labrecque. Labrecque, une caméra pour la mémoire est un documentaire sobre et attentif, constitué d'une suite d'échanges entre le réalisateur et son sujet, le tout ponctué d'extraits de films tournés par Labrecque.

## Filmographie

### Comme directeur de la photographie
- 1978 : Le Facteur
- 1982 : Honduras au cœur des Amériques
- 1985 : Celui qui voit les heures
- 1988 : Chronique d'un temps flou
- 1989 : Le royaume ou l'asile
- 1989 : Le Rendez-vous perpétuel
- 1990 : Vacheries
- 1992 : État critique
- 1993 : Regards volés
- 1995 : La Voisine
- 1996 : Anna à la lettre C
- 1997 : Rosaire et la Petite-Nation
- 1997 : L'Alchimiste et l'enlumineur
- 1999 : Pierre Perrault parle de l'Île-aux-Coudres
- 1999 : Les Émotions ivres
- 1999 : Écrire pour penser
- 1999 : L'Armée de l'ombre
- 1999 : Les Casablancais
- 2000 : À l'ombre d'Hollywood
- 2001 : L'Éternité ou La disparition d'une culture
- 2002 : Is the Crown at War with Us?
- 2002 : Le Fil cassé
- 2003 : 3 sœurs en 2 temps
- 2003 : L'Éternel et le brocanteur
- 2003 : Le Cabinet du docteur Ferron
- 2003 : Roger Toupin, épicier variété
- 2004 : Our Nationhood
- 2005 : Histoire de Sable
- 2005 : Du bord des bêtes
- 2005 : À l'ombre
- 2005 : Jack et Jacques
- 2006 : Nestor et les oubliés
- 2006 : Barbiers, une histoire d'hommes
- 2006 : La Classe de Mme Lise
- 2006 : Nouvelles du Nord
- 2006 : Mère et mondes
- 2007 : Ce qu'il faut pour vivre
- 2007 : Des nouvelles du Nord
- 2008 : Le Déserteur
- 2008 : Folle de Dieu
- 2009 : Les Dames en bleu
- 2009 : Trois temps après la mort d'Anna
- 2009 : Une vie qui commence
- 2010 : Le Vendeur
- 2010 : Décharge
- 2010 : Pour l'amour de Dieu
- 2012 : Anne des vingt jours
- 2012 : La Passion selon Gabriel
- 2013 : Le Démantèlement
- 2014 : Meetings With A Young Poet
- 2015 : Mes ennemis
- 2017 : Iqaluit
- 2018 : Malek
- 2018 : La Disparition des lucioles

### Comme réalisateur
- 1999 : Pierre Perrault parle de l'Île-aux-Coudres
- 2000 : Sincèrement, Guy L'Écuyer
- 2015 : Hôtel La Louisiane
- 2017 : Labrecque, une caméra pour la mémoire

## Récompenses et distinctions

### Récompenses
- 2014 : Lauréat du Jutra. Meilleure direction de la photographie pour Le Démantèlement.
- 2018 : Prix de la meilleure photographie pour La Disparition des lucioles, Festival du film de Whistler 2018[11]
- 2018 : Prix du documentaire d'histoire pour Labrecque, une caméra pour la mémoire, Festival international du film d'histoire de Pessac[12]
- 2018 : Prix du public - Meilleur film documentaire pour Labrecque, une caméra pour la mémoire, Festival de cinéma québécois des grands lacs à Biscarosse[13]

### Nominations
- 2010: Jutra - Prix de la meilleure direction de la photographie pour Trois temps après la mort d'Anna.
- 2012 : Jutra - Prix de la meilleure direction de la photographie pour Pour l'amour de Dieu.
- 2015 : Canadian Screen Awards - Prix meilleures images pour Meetings With A Young Poet.
- 2022: Iris - Prix de la meilleure direction de la photographie pour Maria Chapdelaine[14].